# Nupskåpa
Der Nupskåpa (englisch Nupskåpa Peak) ist ein vereister Berg im ostantarktischen Königin-Maud-Land. Er ragt unmittelbar südlich des Reecedalen in der Sverdrupfjella auf.
Norwegische Kartografen kartierten ihn anhand von Luftaufnahmen der Norwegisch-Britisch-Schwedischen Antarktisexpedition (NBSAE, 1949–1952). Weitere Luftaufnahmen entstanden bei der Dritten Norwegischen Antarktisexpedition (1956–1960). Sein norwegischer Name bedeutet so viel wie „Gipfelmantel“.